# Sound, England
Sound är en by och en civil parish i Cheshire East i Storbritannien. Den ligger i grevskapet Cheshire och riksdelen England, i den södra delen av landet, 240 km nordväst om huvudstaden London. Antalet invånare är 233.